# Abdyl Ypi
Abdyl bej Ypi (ur. 1876 w Kolonjë, zm. 15 stycznia 1920 w Durrës) – albański polityk.

## Życiorys
Zaangażował się w działalność polityczną na rzecz niepodległości Albanii. Wspierał działalność polityczną młodoturków, a po przeprowadzonej przez nich rewolucji został prezesem Albańskiego Klubu w Konstantynopolu. W listopadzie 1908 wziął udział w kongresie manastirskim.
Po odzyskaniu niepodległości przez Albanię pełnił funkcję prefekta obwodu Durrës, jednak w sierpniu 1919 został z niej odwołany, gdyż sprzeciwiał się powołanemu w grudniu 1918 roku prowłoskiemu rządowi Turhana Paszy Përmetiego. Z jego inicjatywy zorganizowano kongres w Lushnji, który odbywał się od 28 do 31 stycznia 1920 roku. Sam Ypi nie pojawił się na tymże kongresie, gdyż 15 stycznia zginął w zamachu. W tym dniu przybył około godziny 18:30 do szkoły w Durrës, gdzie miał spotkać się m.in. z ministrem poczt i telegrafów Mustafą Krują; w rzeczywistości była to pułapka zaplanowana przez władze obwodu Durrës, dążące do tego, by kongres w Lushnji zakończył się niepowodzeniem. Został zastrzelony przez Sulejmana Merlikę. Na miejscu był także dziennikarz Sali Xhuka, wtajemniczony w plan zabójstwa Ypiego; został on oskarżony o współudział w przestępstwie i skazany na 10 lat pozbawienia wolności, jednak został wypuszczony po 4 latach odbywania kary.

## Poglądy
Według tajnego raportu sporządzonego przez jednego z brytyjskich admirałów, Abdyl Ypi współpracował z Esadem Paszą Toptanim oraz żywił sympatię do Grecji oraz Serbii, jednak pod koniec swojego życia został turkofilem.